# Ebb Tide (film 1922)
Ebb Tide è un film muto del 1922 diretto da George Melford e interpretato da Noah Beery, Lila Lee, James Kirkwood, Raymond Hatton, George Fawcett, Jacqueline Logan e George O'Brien.
La sceneggiatura si basa su Il riflusso della marea (The Ebb Tide. A Trio and a Quartette), un romanzo di Robert Louis Stevenson scritto in collaborazione con il figliastro Lloyd Osbourne e pubblicato nel 1894.

## Produzione
Il film, prodotto dalla Paramount Pictures (come Famous Players-Lasky Corporation), venne girato all'Isola di Santa Catalina. Le riprese iniziarono a fine giugno o inizio luglio 1922.

## Distribuzione

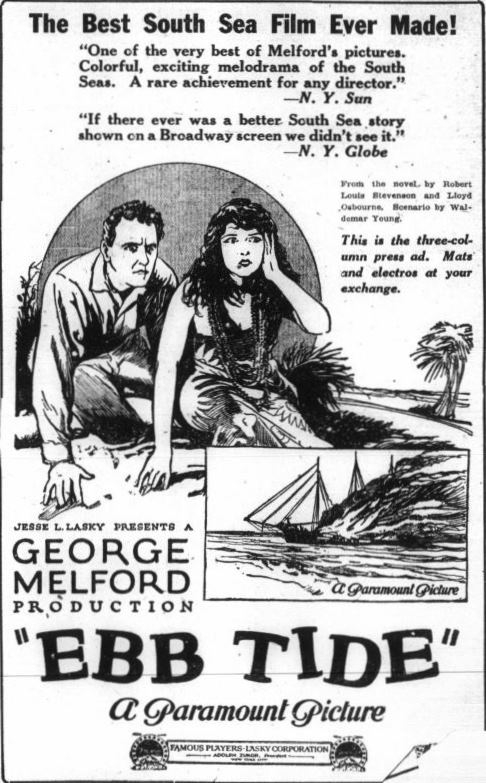
Pubblicità su Variety (24 novembre 1922)

Distribuito dalla Paramount Pictures e presentato da Jesse L. Lasky, il film uscì nelle sale statunitensi il 4 dicembre 1922 dopo essere stato presentato in prima a New York il 19 novembre (o 8 novembre). La Paramount British Pictures lo distribuì nel Regno Unito il 31 marzo 1924. In Finlandia, il film uscì l'11 agosto 1924; in Danimarca, prese il titolo Sydhavsøens Hersker.
Non si conoscono copie ancora esistenti della pellicola che viene considerata presumibilmente perduta.

### Critica
Secondo una rivista dell'epoca, in data 26 novembre 1922, "la storia di Stevenson è stata considerevolmente rivista" ... "in modo da includere più azione e più scene thriller" ... vi fu inserita "una battaglia nell'oceano contro una piovra, una tempesta sul mare, la battaglia sullo schooner e la fuga dell'eroe dall'isola".